# 松茂水库
松茂水库是中国云南省昆明市呈贡区境内的一座水库，位于捞鱼河上，建于1958年。水库正常库容为1090万立方米，集雨面积为38平方千米，海拔为2016.75米。